# Amphineurus nox
Amphineurus (Amphineurus) nox là một loài ruồi trong họ Limoniidae. Chúng phân bố ở miền Australasia.